# Detroit City Fútbol Club
El Detroit City FC es un equipo de fútbol con base en la ciudad de Detroit, Míchigan, Estados Unidos. Fue fundado en 2012 y juega en la USL Championship desde 2022, anteriormente formó parte de la National Premier Soccer League (NPSL) y la National Independent Soccer Association (NISA). El apodo del equipo es "Le Rouge" y sus colores son granate y dorado.
El club está hermanado con el Glentoran Football Club de la IFA Premiership, la primera división del fútbol norirlandés. Para el 50 aniversario de la llegada de Glentoran a Detroit, el Detroit City FC anunció que hospedaría a Glentoran en el Keyworth Stadium para un amistoso internacional; donde vencieron a los visitantes irlandeses, 1-0.

## Historia
Detroit City FC fue fundado por un grupo de cinco residentes de Detroit, quienes querían promover la ciudad y ayudar a construir una mejor comunidad usando fútbol como instrumento. En su primera temporada 2012 en la National Premier Soccer League (NPSL) el club logró el segundo lugar en su división, la Great Lake Conference de la región del medio este. La siguiente temporada 2013 logró ganar su división, y perdió por 3-1 en las semifinales de playoffs, logró un récord de 12-1-1.
En la pretemporada de 2016, el club logró una inversión para restaurar su nuevo estadio, el Keyworth Stadium. Jugó su primer encuentro en el Keyworth el 20 de mayo de 2016, en el empate 1-1 contra el AFC Ann Arbor frente a 7.410 espectadores.

### Temporada 2017
En la temporada 2017 logró ganar la final de la Midwest Region de la NPSL, al derrotar al AFC Ann Arbor, por un marcador a favor de 3-2 provocando gran Euforia entre los aficionados del equipo, lo que causó que el equipo avanzara a la semifinal Nacional de la NPSL frente al Midland-Odessa FC, contra quien perdió en penales, finalizando así su gloriosa temporada.

### NISA (2019-)
El 15 de agosto de 2019, la nueva National Independent Soccer Association (NISA) anunció que el Detroit City FC se unirá a la nueva liga para la temporada 2020.

## Uniforme
Detroit City FC utiliza desde su fundación el color granate como color local, para el Aniversario de la desaparición de los Detroit Cougars utilizaron un uniforme Negro con pantalón blanco y medias Negras.
| Años | Patrocinador | Marcas patrocinadoras                                   | Marcas patrocinadoras                                         | Tercero                |
| Años | Patrocinador | Principal                                               | Secundario(s)                                                 | Tercero                |
| ---- | ------------ | ------------------------------------------------------- | ------------------------------------------------------------- | ---------------------- |
| 2012 | Nike         | Ninguno                                                 | Slows to Go, Michigan Greensafe Products                      | Ninguno                |
| 2013 | Nike         | Ninguno                                                 | CorePower, MillKing it Productions                            | Wounded Warriors       |
| 2014 | Nike         | Ninguno                                                 | CorePower, MillKing it Productions                            | Ruth Ellis Foundation  |
| 2015 | Nike         | Metro Detroit Chevy Dealers Local Marketing Association | Henry Ford Health System, M1 Imaging Center                   | Detroit PAL            |
| 2016 | Nike         | Metro Detroit Chevy Dealers Local Marketing Association | M1 Imaging Center, Faygo, Henry Ford Health System            | Freedom House Detroit  |
| 2017 | Adidas       | Metro Detroit Chevy Dealers Local Marketing Association | Faygo, Henry Ford Health System, Strategic Staffing Solutions | Alternatives for Girls |

### Uniformes
Local
| 2012 | 2013 | 2014 | 2015 | 2016 | 2017 | 2019 | 2021 |

Visitante
| 2012 | 2013 | 2014 | 2015 | 2016 | 2017 | 2019 | 2021 |

Alternativo
| 2013 | 2014 | 2015 | 2016 | 2017 | 2019 |

## Estadio
- Estadio de la escuela secundaria Cass Technical; Detroit, Míchigan (2012–2015)
- * Keyworth Stadium; Hamtramck, Míchigan (2016– presente)
  - Mejor récord de asistencia: 7,410 (20 de mayo de 2016 vs. AFC Ann Arbor)

## Rivalidades
- Los partidarios de Detroit City FC, FC Buffalo y AFC Cleveland formaron el ' Rust Belt Derby '. El ganador del Derby se basa en el liderato general de los clubes del de la conferencia durante los partidos de la temporada regular en la NPSL.[15] Por lo general son juegos de alta presión y regularmente el "favorito" de los fanes, especialmente por grupos de aficionados de Detroit City FC que han sido conocidos por antagonizar en gran medida a los oponentes de Detroit City FC. Cleveland ganó la primera edición del RB Derby el 23 de junio de 2012 tras un empate 1-1 con Detroit.  Detroit City FC sería el ganador del Rust Belt Derby 2013 tras derrotar al FC Buffalo 2-1. En 2014 volvería a ser Detroit por diferencia de goles después de los tres equipos terminaron con una victoria y una derrota en el Derby, y Detroit ganaría de nuevo en 2015 después de un empate 1-1 en el partido FC Buffalo-AFC Cleveland Derby, ya que Buffalo necesitaba ganar por más de un gol para llevarse el trofeo. A partir de 2017 se desconoce el estado del derby ya que aun no hay partidos programados.

Más recientemente, se creó una rivalidad con el AFC Ann arbor y los Michigans Stars, equipos que además compiten actualmente en la conferencia de los grandes lagos.

## Jugadores

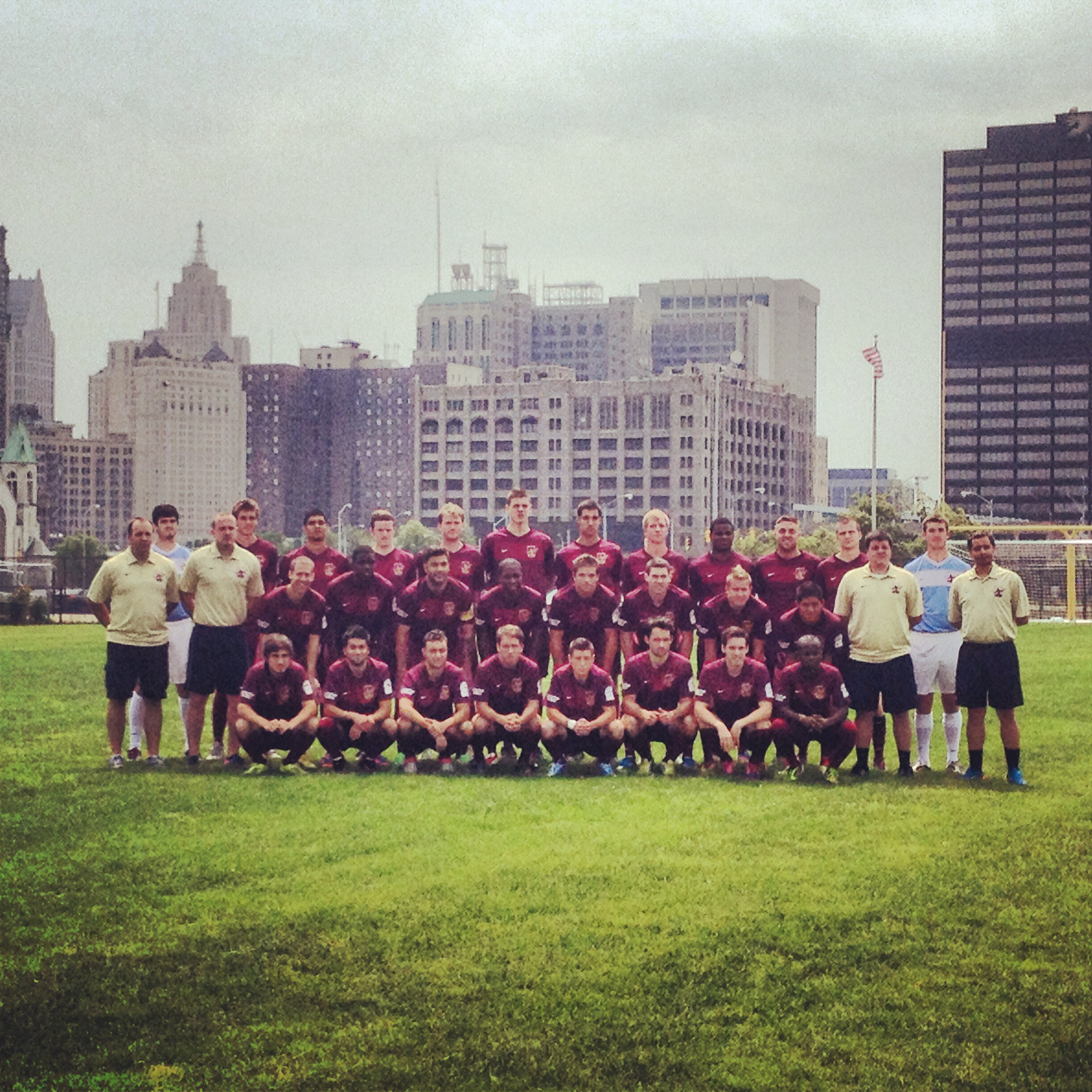
Detroit City FC en 2013

## Trayectoria
| Año               | División | Liga             | Temporada regular (V–E–D)                 | Playoffs                 | U.S. Open Cup    | Asistencia prom. |
| ----------------- | -------- | ---------------- | ----------------------------------------- | ------------------------ | ---------------- | ---------------- |
| 2012              | 4        | NPSL             | 2° de 5, Midwest-Great Lakes (5–2–5)      | Semifinal de Conferencia | No formó parte   | 1,295            |
| 2013              | 4        | NPSL             | 1° de 6, Midwest-Great Lakes (11–0–1)     | Final de Conferencia     | No Clasificó     | 1,715            |
| 2014              | 4        | NPSL             | 2° de 5, Midwest-Great Lakes West (8–3–3) | No Clasificó             | Primera ronda    | 2,857            |
| 2015              | 4        | NPSL             | 2° de13, Midwest (8–2–2)                  | Semifinal regional       | Primera ronda    | 3,528            |
| 2016              | 4        | NPSL             | 5° de7, Midwest-Great Lakes West (4–4–4)  | No Clasificó             | Segunda ronda    | 5,208            |
| 2017              | 4        | NPSL             | 2° de 8, Midwest-Great Lakes (9–3–2)      | Semifinal nacional       | No Clasificó     | 5,925            |
| 2018              | 4        | NPSL             | 4° de 7, Midwest-Great Lakes West (5–4–3) | No Clasificó             | Segunda ronda    | 5,946            |
| 2019              | 4        | NPSL             | 1° de 8, Midwest-Great Lakes (10–1–3)     | Final regional           | No Clasificó     | 5,872            |
| 2019              | 4        | NPSL Members Cup | 1° de 6 (8−1−1)                           | N/A                      | No Clasificó     | 5,872            |
| 2019-20           | 3        | NISA             | 3° (1-0-0)                                | Cancelado                | Cancelado        | 5,498            |
| 2020-21 Otoño     | 3        | NISA             | 4°, Este (1-2-1)                          | Campeones                | Cancelado        | 0                |
| 2020-21 Primavera | 3        | NISA             | 1° (6-2-0)                                | N/A                      | Cancelado        |                  |
| 2021              | 3        | NISA             | 1° (14-3-1)                               | N/A                      | Cancelado        | 4,280            |
| 2022              | 2        | USL              | 7° (14-12-8)                              | Cuartos de final         | Octavos de final | 6,118            |

## Palmarés
| Competición nacional                               | Títulos       | Subcampeonatos |
| -------------------------------------------------- | ------------- | -------------- |
| NISA (Temporada) (2-0)                             | 2020-21, 2021 |                |
| National Premier Soccer League (Members Cup) (1/0) | 2019          |                |
| National Premier Soccer League (Regional) (1/1)    | 2017.         | 2019.          |
| National Premier Soccer League (Conferencia) (2/0) | 2013, 2019.   |                |